# 稲葉久通
稲葉 久通（いなば ひさみち）は、豊後国臼杵藩第15代（最後）の藩主。旗本・岡野知英の五男。母は山内容堂（豊信）の娘と言われている（養母との説もある）。

## 経歴
文久2年（1862年）に先代藩主・観通が若死にしたため、観通の姉妹（11代藩主・雍通の孫娘）を娶って跡を継いだ。幕末期の動乱の中では、土佐藩の山内容堂と縁戚にあったことから佐幕派の立場を貫き、隣藩の岡藩から尊皇攘夷運動の誘いをもちかけられたときも、これを拒絶した。慶応3年（1867年）10月、朝廷から上洛を命じられたときもこれになかなか応じようとはせず、翌年の3月20日になってようやく上洛しているほどである。ちなみにこれは、豊後の諸藩の中で最も遅い上洛であった。
ただし、版籍奉還は豊後の諸藩に先駆けて行ない、藩知事に任じられた。その後、久通は藩政改革を断行したが、明治4年（1871年）の廃藩置県により藩知事を免官。
東京に移住を余儀なくされるが、出立時には臼杵に残る士族の授産のために旧物産所の権利と資金約72万円を下付している。
その後の明治5年（1872年）に家臣の荘田平五郎の紹介の下、慶應義塾に入学。明治26年（1893年）7月23日、51歳で東京にて死去した。

## 栄典
- 1884年（明治17年）7月8日 - 子爵[2]

## 家族
父母
- 岡野知英（実父）
- 山内容堂の娘（実母）
- 稲葉観通（養父）

妻
- 稲葉多計子、清徳院 ー 稲葉通孚の娘[3]

子女
- 稲葉順通[注釈 1]（長男）
- 稲葉通暉（次男）
- 稲葉正顕（四男）[5]
- 稲葉通方（五男）
- 稲葉壽子 ー 子爵相良頼綱夫人後に湯浅温夫人